# ويليام باترسون (سياسي أمريكي)
ويليام باترسون (بالإنجليزية: William Patterson)‏ هو محامي وقاضي وسياسي أمريكي، ولد في 1790 بماريلند في الولايات المتحدة، وتوفي في 17 أغسطس 1868 بفان ويرت في الولايات المتحدة. حزبياً، نشط في ديمقراطية جاكسونية والحزب الديمقراطي. وقد انتخب عضو مجلس النواب الأمريكي.